# Collegio elettorale di Ferrara (Senato della Repubblica)
Il collegio di Ferrara fu un collegio elettorale uninominale della Repubblica Italiana appartenente alla circoscrizione Emilia-Romagna; fu utilizzato per eleggere un senatore della Repubblica dalla I alla XIV legislatura, sebbene con forme diverse e sistemi elettorali diversi.

## Storia
Il collegio venne creato nel 1948 secondo la legge n. 29 del 6 febbraio 1948 la quale, pur basandosi sull'impianto proporzionale in vigore per la Camera, rispetto a quest'ultima conteneva alcuni piccoli correttivi in senso maggioritario. Tale legge ebbe il suo definitivo perfezionamento col Testo Unico n. 361 del 1957. Differentemente dalla Camera, la legge elettorale del Senato si articolava su base regionale, seguendo il dettato costituzionale (art.57). Ogni Regione era suddivisa in tanti collegi uninominali quanti erano i seggi ad essa assegnati. All'interno di ciascun collegio, veniva eletto il candidato che avesse raggiunto il quorum del 65% delle preferenze: tale soglia, oggettivamente di difficilissimo conseguimento, tradiva l'impianto proporzionale su cui era concepito anche il sistema elettorale della Camera Alta. Qualora, come normalmente avveniva, nessun candidato avesse conseguito l'elezione, i voti di tutti i candidati venivano raggruppati in liste di partito a livello regionale, dove i seggi venivano allocati utilizzando il metodo D'Hondt delle maggiori medie statistiche e quindi, all'interno di ciascuna lista, venivano dichiarati eletti i candidati con le migliori percentuali di preferenza.
Nel 1993, con la cosiddetta Legge Mattarella (Legge n. 276, Norme per l'elezione del Senato della Repubblica), attuata in seguito al referendum abrogativo del 1993, venne istituito per la Camera dei deputati e per il Senato della Repubblica un sistema di elezione misto, in parte maggioritario e in parte proporzionale. Il 75% dei parlamentari dell'assemblea veniva eletto in collegi uninominali tramite sistema maggioritario a turno unico; il restante 25% al Senato veniva eletto tramite recupero proporzionale dei più votati non eletti attraverso un meccanismo di calcolo denominato "scorporo", cioè sottraendo dal conteggio dei voti totali di una lista nella parte proporzionale i voti ottenuti dai candidati collegati alla medesima lista che erano eletti nei collegi uninominali con il sistema maggioritario.
Il collegio venne abolito insieme a tutti gli altri che costituivano il Senato con la promulgazione della legge elettorale successiva, la cosiddetta Legge Calderoli. Questa prevedeva un sistema proporzionale con premio di maggioranza, che al Senato veniva attribuito a livello regionale.

## 1948-1993

### Territorio
Il collegio di Ferrara era uno dei 17 collegi uninominali in cui era suddivisa l'Emilia-Romagna; era compreso nelle province di Bologna e di Ferrara e comprendeva i seguenti comuni: Bondeno, Cento, Ferrara, Galliera, Mirabello, Pieve di Cento, Poggio Renatico, Sant'Agostino e Vigarano Mainarda.

### Dati elettorali

#### I legislatura
|                                                                                | Otello Putinati ✔️ Eletto | Fronte Democratico Popolare   | 65 396  | 55,22 |  |  |  |  |  |
|                                                                                | Mario Dotti               | Democrazia Cristiana          | 32 525  | 27,46 |  |  |  |  |  |
|                                                                                | Vittore Cavallini         | Unità Socialista              | 13 721  | 11,59 |  |  |  |  |  |
|                                                                                | Giuseppe Borgatti         | Partito Repubblicano Italiano | 3 831   | 3,23  |  |  |  |  |  |
|                                                                                | Alberto Donini            | Blocco Nazionale              | 2 952   | 2,49  |  |  |  |  |  |
| Totale                                                                         | Totale                    | Totale                        | 118 425 | 100   |  |  |  |  |  |
|                                                                                |                           |                               |         |       |  |  |  |  |  |
| Voti non validi                                                                | Voti non validi           | Voti non validi               | 6 945   | 5,54  |  |  |  |  |  |
| Votanti                                                                        | Votanti                   | Votanti                       | 125 370 | 95,56 |  |  |  |  |  |
| Elettori                                                                       | Elettori                  | Elettori                      | 131 197 |       |  |  |  |  |  |
|                                                                                |                           |                               |         |       |  |  |  |  |  |
| Nota: quorum del 65% non raggiunto; ripartizione dei seggi a livello regionale |                           |                               |         |       |  |  |  |  |  |
| Data: 18 aprile 1948                                                           |                           |                               |         |       |  |  |  |  |  |
| Fonte: Ministero dell'interno                                                  |                           |                               |         |       |  |  |  |  |  |

#### II legislatura
|                                                                                | Mario Roffi ✔️ Eletto        | Partito Comunista Italiano              | 48 798  | 37,40 |  |  |  |  |  |
|                                                                                | Ivo Diozzi                   | Democrazia Cristiana                    | 35 137  | 26,93 |  |  |  |  |  |
|                                                                                | Carmine Mancinelli ✔️ Eletto | Partito Socialista Italiano             | 24 076  | 18,45 |  |  |  |  |  |
|                                                                                | Alessandro Schiavi           | Partito Socialista Democratico Italiano | 9 565   | 7,33  |  |  |  |  |  |
|                                                                                | Pietro Ballarini             | Movimento Sociale Italiano              | 5 848   | 4,48  |  |  |  |  |  |
|                                                                                | Giancarlo Ticchioni          | Partito Liberale Italiano               | 3 837   | 2,94  |  |  |  |  |  |
|                                                                                | Averardo Govoni              | Partito Nazionale Monarchico            | 1 190   | 0,91  |  |  |  |  |  |
|                                                                                | Luigi Toaldo                 | Unità Popolare                          | 1 106   | 0,85  |  |  |  |  |  |
|                                                                                | Giuseppe Longhi              | Alleanza Democratica Nazionale          | 904     | 0,69  |  |  |  |  |  |
| Totale                                                                         | Totale                       | Totale                                  | 130 461 | 100   |  |  |  |  |  |
|                                                                                |                              |                                         |         |       |  |  |  |  |  |
| Voti non validi                                                                | Voti non validi              | Voti non validi                         | 6 302   | 4,61  |  |  |  |  |  |
| Votanti                                                                        | Votanti                      | Votanti                                 | 136 763 | 98,52 |  |  |  |  |  |
| Elettori                                                                       | Elettori                     | Elettori                                | 138 824 |       |  |  |  |  |  |
|                                                                                |                              |                                         |         |       |  |  |  |  |  |
| Nota: quorum del 65% non raggiunto; ripartizione dei seggi a livello regionale |                              |                                         |         |       |  |  |  |  |  |
| Data: 7 giugno 1953                                                            |                              |                                         |         |       |  |  |  |  |  |
| Fonte: Ministero dell'interno                                                  |                              |                                         |         |       |  |  |  |  |  |

#### III legislatura
|                                                                                | Ilio Bosi ✔️ Eletto      | Partito Comunista Italiano              | 51 396  | 36,86 |  |  |  |  |  |
|                                                                                | Guido Zanardi            | Democrazia Cristiana                    | 35 899  | 25,74 |  |  |  |  |  |
|                                                                                | Giuliana Nenni ✔️ Eletta | Partito Socialista Italiano             | 27 426  | 19,67 |  |  |  |  |  |
|                                                                                | Luigi Melloni            | Partito Socialista Democratico Italiano | 11 017  | 7,90  |  |  |  |  |  |
|                                                                                | Arrigo Rossini           | PNM - MSI                               | 6 649   | 4,77  |  |  |  |  |  |
|                                                                                | Alessandro Bragliani     | Partito Liberale Italiano               | 5 557   | 3,98  |  |  |  |  |  |
|                                                                                | Ugo La Malfa             | PRI - PR                                | 1 505   | 1,08  |  |  |  |  |  |
| Totale                                                                         | Totale                   | Totale                                  | 139 449 | 100   |  |  |  |  |  |
|                                                                                |                          |                                         |         |       |  |  |  |  |  |
| Voti non validi                                                                | Voti non validi          | Voti non validi                         | 5 194   | 3,59  |  |  |  |  |  |
| Votanti                                                                        | Votanti                  | Votanti                                 | 144 643 | 97,22 |  |  |  |  |  |
| Elettori                                                                       | Elettori                 | Elettori                                | 148 784 |       |  |  |  |  |  |
|                                                                                |                          |                                         |         |       |  |  |  |  |  |
| Nota: quorum del 65% non raggiunto; ripartizione dei seggi a livello regionale |                          |                                         |         |       |  |  |  |  |  |
| Data: 25 maggio 1958                                                           |                          |                                         |         |       |  |  |  |  |  |
| Fonte: Ministero dell'interno                                                  |                          |                                         |         |       |  |  |  |  |  |

#### IV legislatura
|                                                                                | Gian Carlo Pajetta ✔️ Eletto | Partito Comunista Italiano              | 59 385  | 40,92 |  |  |  |  |  |
|                                                                                | F. Calzolari                 | Democrazia Cristiana                    | 29 524  | 20,35 |  |  |  |  |  |
|                                                                                | Giuliana Nenni ✔️ Eletta     | Partito Socialista Italiano             | 25 195  | 17,36 |  |  |  |  |  |
|                                                                                | Luigi Melloni                | Partito Socialista Democratico Italiano | 14 316  | 9,87  |  |  |  |  |  |
|                                                                                | A. Melloni                   | Partito Liberale Italiano               | 9 979   | 6,88  |  |  |  |  |  |
|                                                                                | Giuseppe Pizzirani           | Movimento Sociale Italiano              | 6 713   | 4,63  |  |  |  |  |  |
| Totale                                                                         | Totale                       | Totale                                  | 145 112 | 100   |  |  |  |  |  |
|                                                                                |                              |                                         |         |       |  |  |  |  |  |
| Voti non validi                                                                | Voti non validi              | Voti non validi                         | 6 667   | 4,39  |  |  |  |  |  |
| Votanti                                                                        | Votanti                      | Votanti                                 | 151 779 | 97,52 |  |  |  |  |  |
| Elettori                                                                       | Elettori                     | Elettori                                | 155 637 |       |  |  |  |  |  |
|                                                                                |                              |                                         |         |       |  |  |  |  |  |
| Nota: quorum del 65% non raggiunto; ripartizione dei seggi a livello regionale |                              |                                         |         |       |  |  |  |  |  |
| Data: 28 aprile 1963                                                           |                              |                                         |         |       |  |  |  |  |  |
| Fonte: Ministero dell'interno                                                  |                              |                                         |         |       |  |  |  |  |  |

#### V legislatura
|                                                                                | Ismer Piva ✔️ Eletto       | PCI - PSIUP                   | 68 277  | 46,43 |  |  |  |  |  |
|                                                                                | P. Rovigatti               | Democrazia Cristiana          | 33 478  | 22,76 |  |  |  |  |  |
|                                                                                | Giuseppe Tortora ✔️ Eletto | PSI-PSDI Unificati            | 29 391  | 19,99 |  |  |  |  |  |
|                                                                                | A. Melloni                 | Partito Liberale Italiano     | 8 627   | 5,87  |  |  |  |  |  |
|                                                                                | Pino Romualdi              | MSI - PDIUM                   | 5 606   | 3,81  |  |  |  |  |  |
|                                                                                | G. Buriani                 | Partito Repubblicano Italiano | 1 682   | 1,14  |  |  |  |  |  |
| Totale                                                                         | Totale                     | Totale                        | 147 061 | 100   |  |  |  |  |  |
|                                                                                |                            |                               |         |       |  |  |  |  |  |
| Voti non validi                                                                | Voti non validi            | Voti non validi               | 7 742   | 5,00  |  |  |  |  |  |
| Votanti                                                                        | Votanti                    | Votanti                       | 154 803 | 97,92 |  |  |  |  |  |
| Elettori                                                                       | Elettori                   | Elettori                      | 158 091 |       |  |  |  |  |  |
|                                                                                |                            |                               |         |       |  |  |  |  |  |
| Nota: quorum del 65% non raggiunto; ripartizione dei seggi a livello regionale |                            |                               |         |       |  |  |  |  |  |
| Data: 19 maggio 1968                                                           |                            |                               |         |       |  |  |  |  |  |
| Fonte: Ministero dell'interno                                                  |                            |                               |         |       |  |  |  |  |  |

#### VI legislatura
|                                                                                | Ismer Piva ✔️ Eletto | PCI - PSIUP                                   | 68 024  | 45,07 |  |  |  |  |  |
|                                                                                | F. Romagnoli         | Democrazia Cristiana                          | 35 789  | 23,71 |  |  |  |  |  |
|                                                                                | I. Galli             | Partito Socialista Italiano                   | 16 250  | 10,77 |  |  |  |  |  |
|                                                                                | Franco Tedeschi      | Partito Socialista Democratico Italiano       | 13 011  | 8,62  |  |  |  |  |  |
|                                                                                | I. Bigi              | Movimento Sociale Italiano - Destra Nazionale | 8 550   | 5,66  |  |  |  |  |  |
|                                                                                | Alessandro Bragliani | Partito Liberale Italiano                     | 6 243   | 4,14  |  |  |  |  |  |
|                                                                                | Luciano Ferranti     | Partito Repubblicano Italiano                 | 3 076   | 2,04  |  |  |  |  |  |
| Totale                                                                         | Totale               | Totale                                        | 150 943 | 100   |  |  |  |  |  |
|                                                                                |                      |                                               |         |       |  |  |  |  |  |
| Voti non validi                                                                | Voti non validi      | Voti non validi                               | 5 242   | 3,36  |  |  |  |  |  |
| Votanti                                                                        | Votanti              | Votanti                                       | 156 185 | 98,13 |  |  |  |  |  |
| Elettori                                                                       | Elettori             | Elettori                                      | 159 162 |       |  |  |  |  |  |
|                                                                                |                      |                                               |         |       |  |  |  |  |  |
| Nota: quorum del 65% non raggiunto; ripartizione dei seggi a livello regionale |                      |                                               |         |       |  |  |  |  |  |
| Data: 7 maggio 1972                                                            |                      |                                               |         |       |  |  |  |  |  |
| Fonte: Ministero dell'interno                                                  |                      |                                               |         |       |  |  |  |  |  |

#### VII legislatura
|                                                                                | Renata Talassi Giorgi ✔️ Eletta   | Partito Comunista Italiano                    | 73 337  | 47,19 |  |  |  |  |  |
|                                                                                | Ugo Novi                          | Democrazia Cristiana                          | 41 471  | 26,69 |  |  |  |  |  |
|                                                                                | Riode Finessi                     | Partito Socialista Italiano                   | 17 451  | 11,23 |  |  |  |  |  |
|                                                                                | Franco Tedeschi                   | Partito Socialista Democratico Italiano       | 8 864   | 5,70  |  |  |  |  |  |
|                                                                                | Franco Mariani                    | Movimento Sociale Italiano - Destra Nazionale | 6 725   | 4,33  |  |  |  |  |  |
|                                                                                | Luciano Ferranti                  | Partito Repubblicano Italiano                 | 3 783   | 2,43  |  |  |  |  |  |
|                                                                                | Alessandro Bragliani              | Partito Liberale Italiano                     | 2 013   | 1,30  |  |  |  |  |  |
|                                                                                | Maria Adele Crocioni Michelini    | Partito Radicale                              | 1 456   | 0,94  |  |  |  |  |  |
|                                                                                | Veglia Bianca Pasqualini Mariotti | Partito Democratico                           | 293     | 0,19  |  |  |  |  |  |
| Totale                                                                         | Totale                            | Totale                                        | 155 393 | 100   |  |  |  |  |  |
|                                                                                |                                   |                                               |         |       |  |  |  |  |  |
| Voti non validi                                                                | Voti non validi                   | Voti non validi                               | 3 876   | 2,43  |  |  |  |  |  |
| Votanti                                                                        | Votanti                           | Votanti                                       | 159 269 | 97,97 |  |  |  |  |  |
| Elettori                                                                       | Elettori                          | Elettori                                      | 162 574 |       |  |  |  |  |  |
|                                                                                |                                   |                                               |         |       |  |  |  |  |  |
| Nota: quorum del 65% non raggiunto; ripartizione dei seggi a livello regionale |                                   |                                               |         |       |  |  |  |  |  |
| Data: 20 giugno 1976                                                           |                                   |                                               |         |       |  |  |  |  |  |
| Fonte: Ministero dell'interno                                                  |                                   |                                               |         |       |  |  |  |  |  |

#### VIII legislatura
|                                                                                | Giuseppe Branca ✔️ Eletto         | Partito Comunista Italiano                    | 72 844  | 47,26 |  |  |  |  |  |
|                                                                                | G. Benfenati                      | Democrazia Cristiana                          | 39 952  | 25,92 |  |  |  |  |  |
|                                                                                | Riode Finessi                     | Partito Socialista Italiano                   | 16 088  | 10,44 |  |  |  |  |  |
|                                                                                | Anselmo Martoni                   | Partito Socialista Democratico Italiano       | 9 286   | 6,02  |  |  |  |  |  |
|                                                                                | S. Benetti                        | Movimento Sociale Italiano - Destra Nazionale | 5 564   | 3,61  |  |  |  |  |  |
|                                                                                | Michele Cifarelli                 | Partito Repubblicano Italiano                 | 3 625   | 2,35  |  |  |  |  |  |
|                                                                                | Maria Luisa Galli                 | PR - Nuova Sinistra Unita                     | 3 231   | 2,10  |  |  |  |  |  |
|                                                                                | G. Grandi                         | Partito Liberale Italiano                     | 2 791   | 1,81  |  |  |  |  |  |
|                                                                                | Pietro Cerullo                    | Costituente di Destra - Democrazia Nazionale  | 439     | 0,28  |  |  |  |  |  |
|                                                                                | Veglia Bianca Pasqualini Mariotti | Partito Democratico                           | 325     | 0,21  |  |  |  |  |  |
| Totale                                                                         | Totale                            | Totale                                        | 154 145 | 100   |  |  |  |  |  |
|                                                                                |                                   |                                               |         |       |  |  |  |  |  |
| Voti non validi                                                                | Voti non validi                   | Voti non validi                               | 5 522   | 3,46  |  |  |  |  |  |
| Votanti                                                                        | Votanti                           | Votanti                                       | 159 667 | 96,92 |  |  |  |  |  |
| Elettori                                                                       | Elettori                          | Elettori                                      | 164 739 |       |  |  |  |  |  |
|                                                                                |                                   |                                               |         |       |  |  |  |  |  |
| Nota: quorum del 65% non raggiunto; ripartizione dei seggi a livello regionale |                                   |                                               |         |       |  |  |  |  |  |
| Data: 3 giugno 1979                                                            |                                   |                                               |         |       |  |  |  |  |  |
| Fonte: Ministero dell'interno                                                  |                                   |                                               |         |       |  |  |  |  |  |

#### IX legislatura
|                                                                                | Claudio Vecchi ✔️ Eletto | Partito Comunista Italiano                    | 71 053  | 46,77 |  |  |  |  |  |
|                                                                                | Vincenzo D'Alessandro    | Democrazia Cristiana                          | 31 636  | 20,83 |  |  |  |  |  |
|                                                                                | Renzo Santini            | Partito Socialista Italiano                   | 18 625  | 12,26 |  |  |  |  |  |
|                                                                                | Anselmo Martoni          | Partito Socialista Democratico Italiano       | 7 476   | 4,92  |  |  |  |  |  |
|                                                                                | Giulio Alì               | Movimento Sociale Italiano - Destra Nazionale | 7 475   | 4,92  |  |  |  |  |  |
|                                                                                | Guido Vancini            | Partito Repubblicano Italiano                 | 5 944   | 3,91  |  |  |  |  |  |
|                                                                                | Giorgio Ravalli          | Partito Liberale Italiano                     | 3 871   | 2,55  |  |  |  |  |  |
|                                                                                | Arnaldo Risi             | Partito Nazionale Pensionati                  | 2 300   | 1,51  |  |  |  |  |  |
|                                                                                | Mirella Lombardi         | Partito Radicale                              | 2 041   | 1,34  |  |  |  |  |  |
|                                                                                | Lino Malagutti           | Democrazia Proletaria                         | 1 193   | 0,79  |  |  |  |  |  |
|                                                                                | Tito Sartore             | Unione Pensionati Pensionandi d'Italia        | 290     | 0,19  |  |  |  |  |  |
| Totale                                                                         | Totale                   | Totale                                        | 151 904 | 100   |  |  |  |  |  |
|                                                                                |                          |                                               |         |       |  |  |  |  |  |
| Voti non validi                                                                | Voti non validi          | Voti non validi                               | 7 037   | 4,43  |  |  |  |  |  |
| Votanti                                                                        | Votanti                  | Votanti                                       | 158 941 | 95,88 |  |  |  |  |  |
| Elettori                                                                       | Elettori                 | Elettori                                      | 165 766 |       |  |  |  |  |  |
|                                                                                |                          |                                               |         |       |  |  |  |  |  |
| Nota: quorum del 65% non raggiunto; ripartizione dei seggi a livello regionale |                          |                                               |         |       |  |  |  |  |  |
| Data: 26 giugno 1983                                                           |                          |                                               |         |       |  |  |  |  |  |
| Fonte: Ministero dell'interno                                                  |                          |                                               |         |       |  |  |  |  |  |

#### X legislatura
|                                                                                | Claudio Vecchi ✔️ Eletto | Partito Comunista Italiano                    | 68 611  | 44,68 |  |  |  |  |  |
|                                                                                | O. Tamburini             | Democrazia Cristiana                          | 34 239  | 22,30 |  |  |  |  |  |
|                                                                                | Luigi Covatta ✔️ Eletto  | PSI - PSDI - PR                               | 26 404  | 17,20 |  |  |  |  |  |
|                                                                                | V. Lodi                  | Movimento Sociale Italiano - Destra Nazionale | 7 868   | 5,12  |  |  |  |  |  |
|                                                                                | R. Dal Prà               | Partito Repubblicano Italiano                 | 4 574   | 2,98  |  |  |  |  |  |
|                                                                                | M. G. Beggio Lazzari     | Lista Verde                                   | 3 684   | 2,40  |  |  |  |  |  |
|                                                                                | L. De Maestri            | Partito Liberale Italiano                     | 3 335   | 2,17  |  |  |  |  |  |
|                                                                                | Lino Malagutti           | Democrazia Proletaria                         | 2 026   | 1,32  |  |  |  |  |  |
|                                                                                | C. Pais                  | Liga Veneta - Pensionati Uniti                | 903     | 0,59  |  |  |  |  |  |
|                                                                                | M. Celano                | Partito Verde Italiano - Verdi d'Europa       | 896     | 0,58  |  |  |  |  |  |
|                                                                                | S. Viaggi                | Caccia Pesca Ambiente                         | 796     | 0,52  |  |  |  |  |  |
|                                                                                | C. Casadei               | Alleanza Popolare Pensionati                  | 213     | 0,14  |  |  |  |  |  |
| Totale                                                                         | Totale                   | Totale                                        | 153 549 | 100   |  |  |  |  |  |
|                                                                                |                          |                                               |         |       |  |  |  |  |  |
| Voti non validi                                                                | Voti non validi          | Voti non validi                               | 7 040   | 4,38  |  |  |  |  |  |
| Votanti                                                                        | Votanti                  | Votanti                                       | 160 589 | 96,16 |  |  |  |  |  |
| Elettori                                                                       | Elettori                 | Elettori                                      | 166 998 |       |  |  |  |  |  |
|                                                                                |                          |                                               |         |       |  |  |  |  |  |
| Nota: quorum del 65% non raggiunto; ripartizione dei seggi a livello regionale |                          |                                               |         |       |  |  |  |  |  |
| Data: 14 giugno 1987                                                           |                          |                                               |         |       |  |  |  |  |  |
| Fonte: Ministero dell'interno                                                  |                          |                                               |         |       |  |  |  |  |  |

#### XI legislatura
|                                                                                | Ranieri Varese       | Partito Democratico della Sinistra            | 49 492  | 32,10 |  |  |  |  |  |
|                                                                                | Alfredo Santini      | Democrazia Cristiana                          | 28 264  | 18,33 |  |  |  |  |  |
|                                                                                | Luigi Covatta        | Partito Socialista Italiano                   | 22 564  | 14,63 |  |  |  |  |  |
|                                                                                | Vittorio Serafini    | Lega Lombarda                                 | 12 328  | 8,00  |  |  |  |  |  |
|                                                                                | Sandro Cardinali     | Partito della Rifondazione Comunista          | 11 669  | 7,57  |  |  |  |  |  |
|                                                                                | Guido Menarini       | Movimento Sociale Italiano - Destra Nazionale | 7 282   | 4,72  |  |  |  |  |  |
|                                                                                | Daniele Lugli        | Federazione dei Verdi                         | 5 687   | 3,69  |  |  |  |  |  |
|                                                                                | Roberto Dal Prà      | Partito Repubblicano Italiano                 | 5 657   | 3,67  |  |  |  |  |  |
|                                                                                | Lucia Buosi          | Partito Liberale Italiano                     | 3 857   | 2,50  |  |  |  |  |  |
|                                                                                | Luigi Preti          | Partito Socialista Democratico Italiano       | 3 707   | 2,40  |  |  |  |  |  |
|                                                                                | Patrizia Trentini    | Sì Referendum                                 | 1 573   | 1,02  |  |  |  |  |  |
|                                                                                | Alfonso Filosa       | Partito Pensionati                            | 1 417   | 0,92  |  |  |  |  |  |
|                                                                                | Edgardo Vetri        | Caccia Pesca Ambiente                         | 308     | 0,20  |  |  |  |  |  |
|                                                                                | Americo Zingaretti   | Movimento Europeo Automobilisti               | 247     | 0,16  |  |  |  |  |  |
|                                                                                | Gianfranco Tassinari | Federalismo - Pensionati Uomini Vivi          | 128     | 0,08  |  |  |  |  |  |
| Totale                                                                         | Totale               | Totale                                        | 154 180 | 100   |  |  |  |  |  |
|                                                                                |                      |                                               |         |       |  |  |  |  |  |
| Voti non validi                                                                | Voti non validi      | Voti non validi                               | 7 748   | 4,78  |  |  |  |  |  |
| Votanti                                                                        | Votanti              | Votanti                                       | 161 928 | 94,69 |  |  |  |  |  |
| Elettori                                                                       | Elettori             | Elettori                                      | 171 005 |       |  |  |  |  |  |
|                                                                                |                      |                                               |         |       |  |  |  |  |  |
| Nota: quorum del 65% non raggiunto; ripartizione dei seggi a livello regionale |                      |                                               |         |       |  |  |  |  |  |
| Data: 5 aprile 1992                                                            |                      |                                               |         |       |  |  |  |  |  |
| Fonte: Ministero dell'interno                                                  |                      |                                               |         |       |  |  |  |  |  |

## 1993-2005

### Territorio
Il collegio di Ferrara era uno dei 14 collegi uninominali in cui era suddivisa l'Emilia-Romagna; come previsto dal D.Lgs. del 20 dicembre 1993 n. 535, era interamente compreso nella provincia di Ferrara e comprendeva i seguenti comuni: Berra, Bondeno, Cento, Codigoro, Copparo, Ferrara, Formignana, Jolanda di Savoia, Mesola, Mirabello, Poggio Renatico, Ro, Sant'Agostino e Vigarano Mainarda.

### Eletti
| Elezione | Elezione | Senatore            | Partito            |
| -------- | -------- | ------------------- | ------------------ |
|          | 1994     | Silvia Barbieri     | Progressisti (PDS) |
|          | 1996     | Silvia Barbieri     | L'Ulivo (PDS)      |
|          | 2001     | Claudio Petruccioli | L'Ulivo (DS)       |

### Dati elettorali

#### XII legislatura
|                               | Silvia Barbieri ✔️ Eletta          | Progressisti               | 89 058  | 47,43 |  |  |  |  |  |
|                               | Biagio Antonio Dell'Uomo ✔️ Eletto | Polo delle Libertà         | 47 521  | 25,31 |  |  |  |  |  |
|                               | Vincenzo Spaltro                   | Patto per l'Italia         | 20 357  | 10,84 |  |  |  |  |  |
|                               | Carlo Ferretti                     | Alleanza Nazionale         | 20 280  | 10,80 |  |  |  |  |  |
|                               | Adriana Montocello                 | Lista Pannella-Riformatori | 7 805   | 4,16  |  |  |  |  |  |
|                               | Vittorio Longo                     | Partito Democratico        | 2 747   | 1,46  |  |  |  |  |  |
| Totale                        | Totale                             | Totale                     | 187 768 | 100   |  |  |  |  |  |
|                               |                                    |                            |         |       |  |  |  |  |  |
| Voti non validi               | Voti non validi                    | Voti non validi            | 11 889  | 5,95  |  |  |  |  |  |
| Votanti                       | Votanti                            | Votanti                    | 199 657 | 94,02 |  |  |  |  |  |
| Elettori                      | Elettori                           | Elettori                   | 212 345 |       |  |  |  |  |  |
|                               |                                    |                            |         |       |  |  |  |  |  |
| Data: 27-28 marzo 1994        |                                    |                            |         |       |  |  |  |  |  |
| Fonte: Ministero dell'interno |                                    |                            |         |       |  |  |  |  |  |

#### XIII legislatura
|                               | Silvia Barbieri ✔️ Eletta    | L'Ulivo               | 103 595 | 55,49 |  |  |  |  |  |
|                               | Gian Guido Folloni ✔️ Eletto | Polo per le Libertà   | 65 045  | 34,84 |  |  |  |  |  |
|                               | Giovanni Cavicchi            | Lega Nord             | 12 611  | 6,76  |  |  |  |  |  |
|                               | Mario Zamorani               | Lista Pannella-Sgarbi | 5 425   | 2,91  |  |  |  |  |  |
| Totale                        | Totale                       | Totale                | 186 676 | 100   |  |  |  |  |  |
|                               |                              |                       |         |       |  |  |  |  |  |
| Voti non validi               | Voti non validi              | Voti non validi       | 10 926  | 5,53  |  |  |  |  |  |
| Votanti                       | Votanti                      | Votanti               | 197 602 | 92,39 |  |  |  |  |  |
| Elettori                      | Elettori                     | Elettori              | 213 873 |       |  |  |  |  |  |
|                               |                              |                       |         |       |  |  |  |  |  |
| Data: 21 aprile 1996          |                              |                       |         |       |  |  |  |  |  |
| Fonte: Ministero dell'interno |                              |                       |         |       |  |  |  |  |  |

#### XIV legislatura
|                               | Claudio Petruccioli ✔️ Eletto | L'Ulivo                              | 89 064  | 48,11 |  |  |  |  |  |
|                               | Alberto Balboni ✔️ Eletto     | Casa delle Libertà                   | 73 000  | 39,43 |  |  |  |  |  |
|                               | Alessandro D'Ambrosi          | Partito della Rifondazione Comunista | 10 438  | 5,64  |  |  |  |  |  |
|                               | Argentino Ferrari             | Lista Di Pietro                      | 4 649   | 2,51  |  |  |  |  |  |
|                               | Mario Zamorani                | Lista Pannella-Bonino                | 4 577   | 2,47  |  |  |  |  |  |
|                               | Vittorio Cazzola              | Democrazia Europea                   | 3 400   | 1,84  |  |  |  |  |  |
| Totale                        | Totale                        | Totale                               | 185 128 | 100   |  |  |  |  |  |
|                               |                               |                                      |         |       |  |  |  |  |  |
| Voti non validi               | Voti non validi               | Voti non validi                      | 8 941   | 4,61  |  |  |  |  |  |
| Votanti                       | Votanti                       | Votanti                              | 194 069 | 90,02 |  |  |  |  |  |
| Elettori                      | Elettori                      | Elettori                             | 215 581 |       |  |  |  |  |  |
|                               |                               |                                      |         |       |  |  |  |  |  |
| Data: 13 maggio 2001          |                               |                                      |         |       |  |  |  |  |  |
| Fonte: Ministero dell'interno |                               |                                      |         |       |  |  |  |  |  |